# سلاح الجو الملكي الكندي
سلاح الجو الملكي الكندي (بالإنجليزية: Royal Canadian Air Force)‏ أو القوة الجوية الملكية الكندية، هي القوة الجوية لكندا. والتي تشغل اعتبارا من عام 2013، 258 طائرة، و 9 طائرات بدون طيار ، ويتكون سلاح الجو الملكي الكندي من 14,500 فرد منتظم و2،600 احتياط، بدعم من 2,500 المدنيين. اللفتنانت جنرال ايفان بلوندين، هو القائد الحالي للقوات الجوية الملكية الكندية ورئيس هيئة الأركان للقوات الجوية.

## المعدات
سلاح الجو الملكي الكندي يتكون من طائرات مثل:
- CF-18 Hornet طائرة مقاتلة  متعددة المهام
- C-130 Hercules طائرة نقل عسكرية
- C-17 Globemaster III طائرة نقل عسكري و انزال تكتيكي
- CU-170 Heron طائرة بدون طيار  للمراقبة. و الاستطلاع
- CH-47 Chinook مروحية نقل
- CH-149 Comorant مروحية البحث و الإنقاذ
- CH-148 Cyclone مروحية بحرية متعددة الأدوار
- Griffon CH-146 مروحية متعددة الأغراض
- CT-156 Harvard II طائرة تدريب[3]

## معرض صور

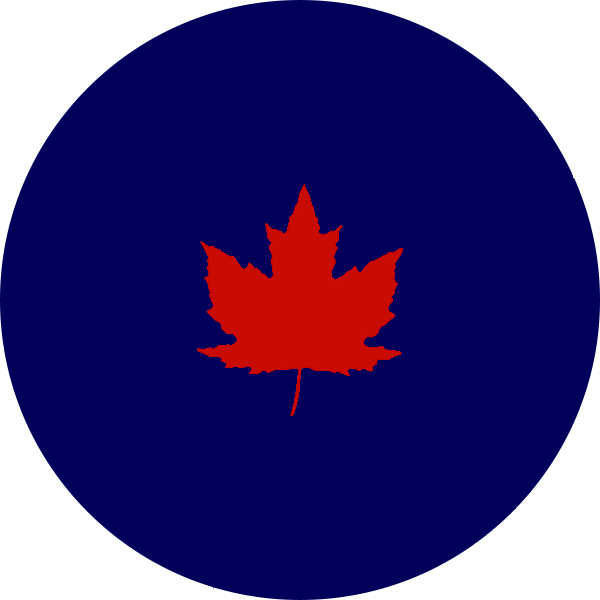

## أنظر أيضًا
- خط التحذير المبكر البعيد
- نظام تحذير الشمال